# 一ノ森
一ノ森（いちのもり）は、徳島県美馬市と同県那賀郡那賀町の境界に位置する山。標高1,879.2m。徳島県下第4位の高峰である。四国百名山選定。

## 地理
剣山の東方1.5km、旧美馬郡木屋平村と旧那賀郡木沢村の境界に位置し、剣山国定公園に含まれる。山頂は微妙な双耳峰になっており、山頂標は左側にあり、三角点は右側にあり、山頂直下には一ノ森ヒュッテ、一ノ森神社がある。
一ノ森の名は剣山に至る一ノ森・二ノ森・三ノ森（経塚ノ森）に由来し、剣山主峰によって名付けられており、古くは剣山の一部としてとらえられていた。江戸期は小剣山とも呼ばれたが、『阿波志』には、「小剣山、剣山の西南にあり」と次郎笈を小剣山としていて、「阿洲奇事雑話」では、「夫（藤の池）より小剣山（此山は川上名の内なり）に登り、直ちに大剣山（此地は美馬郡菅生山の内なり）に登る」とあり、現在の一ノ森を小剣山としており、明治期までは剣山を挟んで一ノ森と次郎笈が「小剣山」として混乱して呼ばれていた。明治41年の「阿波名勝案内」に、「それ（藤の池）より熊笹の生茂れる山道一里余りを上りて、一の森に達し、更に半里を登って二の森を越え平家の馬場（剣山々頂）に達す」とあり、この頃から一ノ森の名が定着した。
徳島藩有林として禁山であったため古木が多く、シコクシラベ・コメツガ・ゴヨウマツが多い。見ノ越から剣山へ往復するだけで、一ノ森まで足を延ばす人は少ないが、深田久弥は著書で、「剣山の姿勢は一ノ森から望むのが最上」と記している。
山頂の手前にある黒石の殉難碑は、1965年3月北斜面で発生した雪崩で設備の点検に向かった測候所の殉職した職員のために新田次郎が「山を愛し気象観測を愛し妻子を愛せし男ここに眠る」と記した。

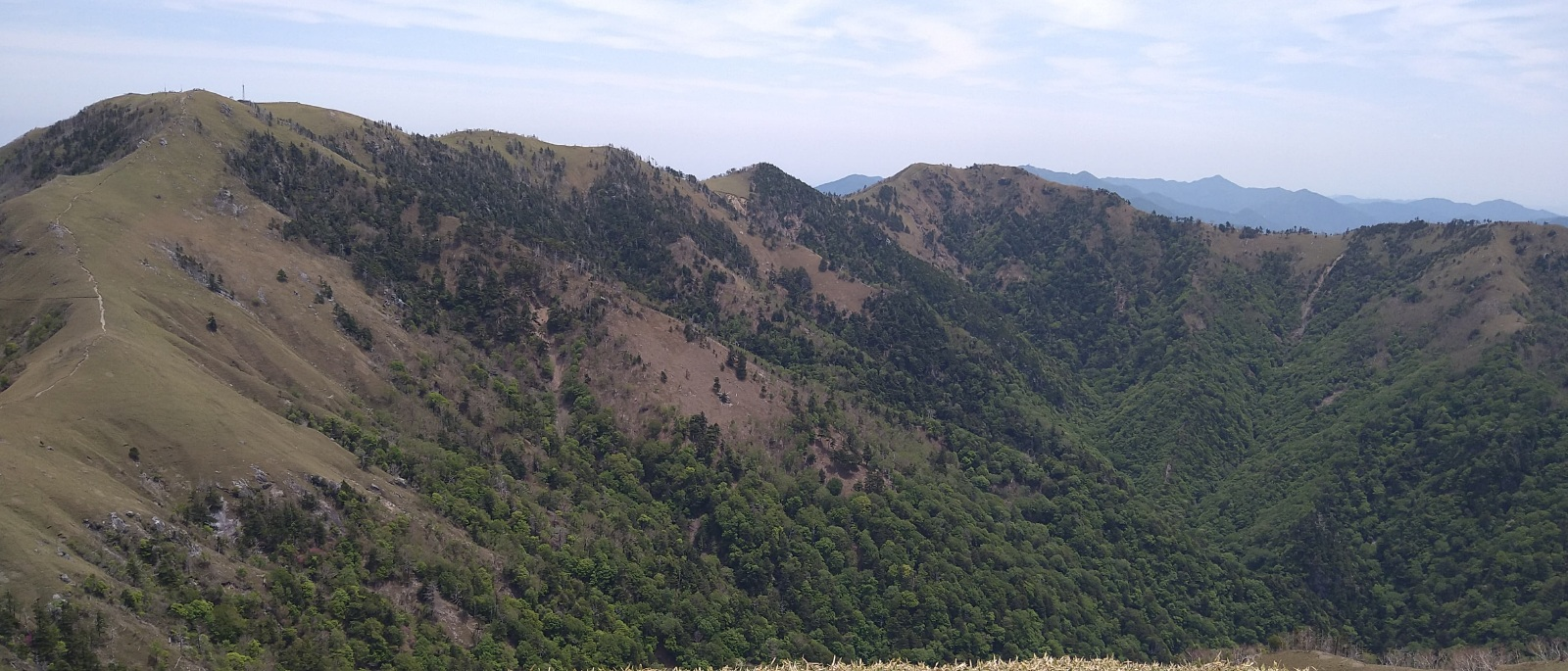
一ノ森より剣山に至る

## 登山
- 表参道コース

剣山信仰の表参道として昔から利用されていた垢離取からのコースは、見ノ越トンネルから国道438号を約12km東へ下り垢離取橋で穴吹川を渡り約20分上がった藤の池本坊の左から剣山本宮へ上がりその境内左から山道に入り林道を挟んで登山道へ入り登ること約3時間半で一の森へ。
- 行場コース

見ノ越から登山リフト利用し、西島駅から刀掛ノ松の十字路を左（東）へ進み行場が点々とある道を約1時間（1990m）。
- 剣山尾根コース

剣山山頂より南東へ、二ノ森、殉難ノ碑を経て山頂へ約45分。

## ギャラリー

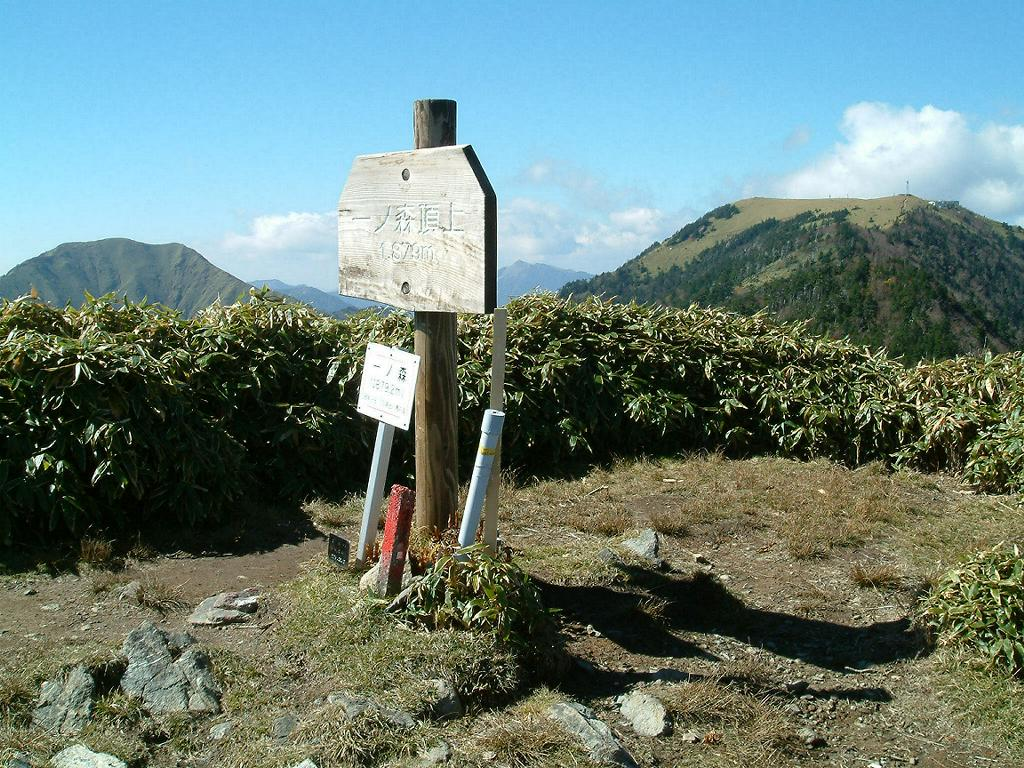
山頂標
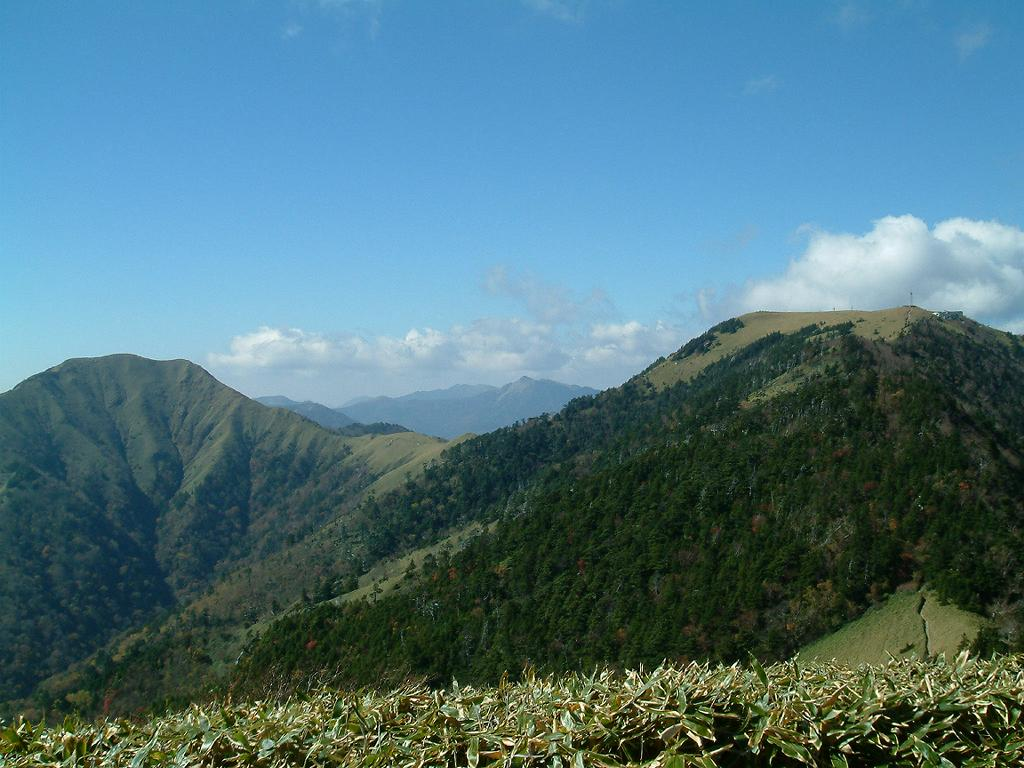
次郎笈、三嶺、剣山
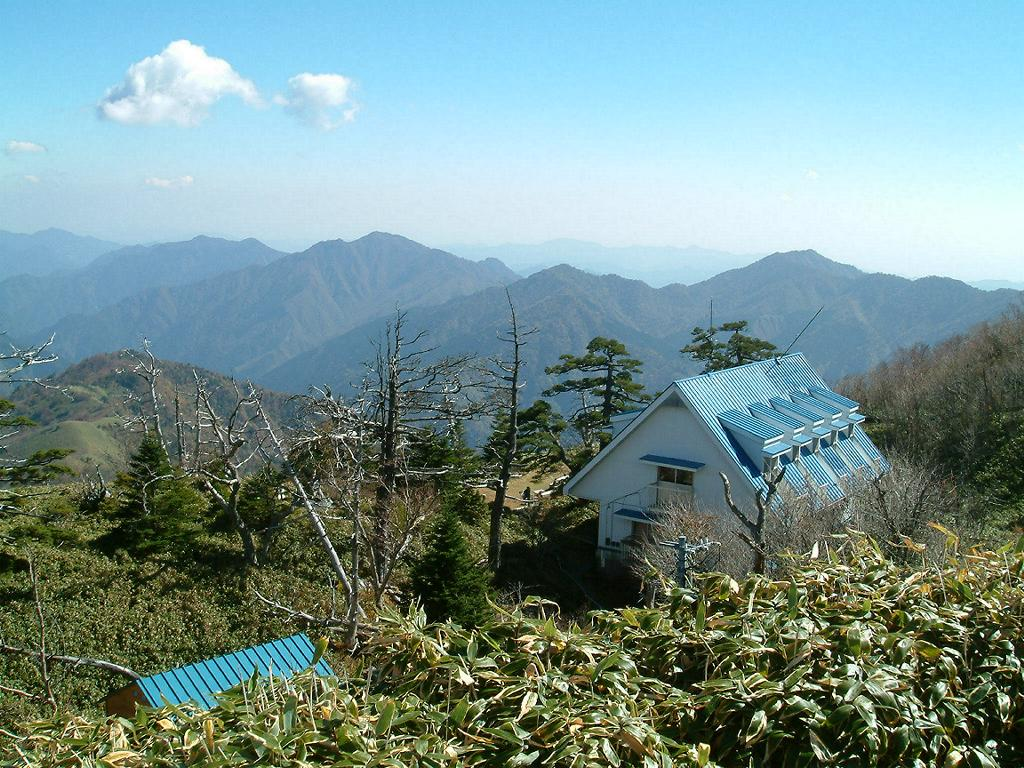
一ノ森ヒュッテ
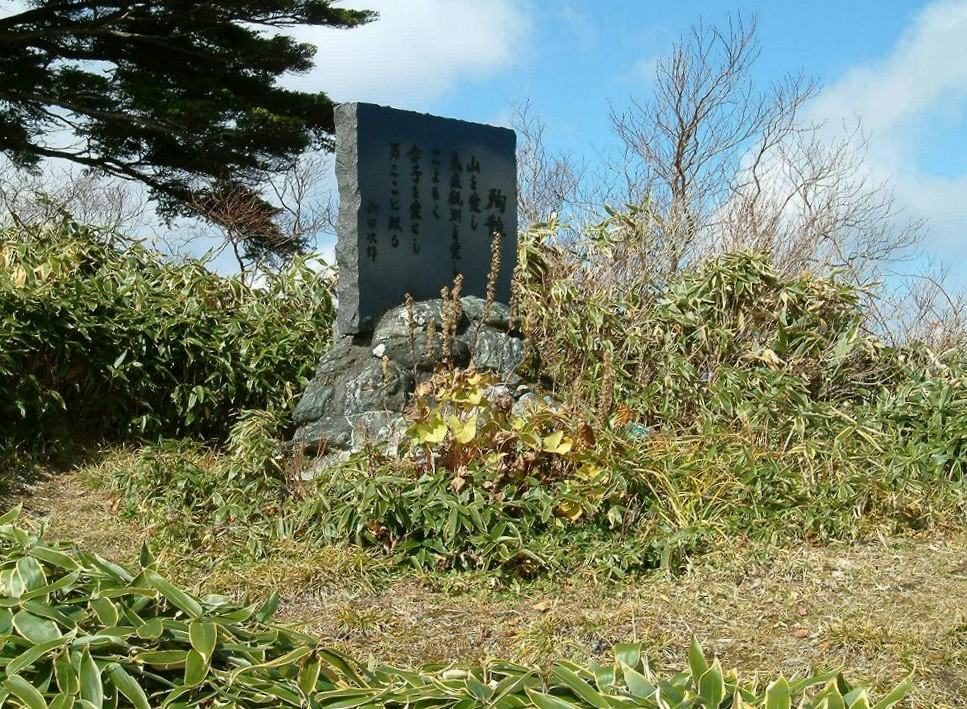
殉難ノ碑